# Troina
Troina ist eine Stadt im Freien Gemeindekonsortium Enna in der Region Sizilien in Italien. Die Stadt ist Mitglied der Vereinigung I borghi più belli d’Italia (Die schönsten Orte Italiens).

## Lage und Daten
Troina liegt 63 km nordöstlich von Enna. Die Stadt hat 9400 Einwohner (Stand Oktober 2017). Die Einwohner arbeiten hauptsächlich in der Landwirtschaft, in der Schafzucht und in der Produktion von Käse.
Die Nachbargemeinden sind Bronte (CT), Cerami, Cesarò (ME), Gagliano Castelferrato, Randazzo (CT), Regalbuto und San Teodoro (ME).

## Geschichte
Die Region von Troina war bereits um 6000 v. Chr. besiedelt, wie Nekropolen in der Umgebung beweisen. Aus der Jungsteinzeit sind zudem kleinere Dörfer entdeckt worden. Die Sikeler gründeten auf dem Boden von Troina eine Siedlung. Diese wurde später auch von Griechen bewohnt, wovon noch heute u. a. Überreste einer Stadtmauer aus dem 4. Jahrhundert v. Chr. hinter der Chiesa Matrice zeugen. Möglicherweise handelt es sich um das aus antiken Quellen bekannte Engyon (lateinisch: Engium). Unter der römischen Herrschaft entstanden u. a. Thermen, von denen sich bis heute Reste erhalten haben. 1062 wurde der Ort von den Normannen erobert. Hier, an der sizilischen Residenz des Grafen Roger I., entstand von 1081 bis 1096 das erste lateinische Bistum auf Sizilien. Nachdem das Bistum mit dem wiedergegründeten Bistum Messina vereinigt und der Bischofssitz nach Messina verlegt worden war, führten die Bischöfe bis 1130, der ersten Errichtung eines Erzbistums durch Anaklet II., den Doppeltitel eines Bischofs von Messina und Troina, der unter Innozenz III. als Doppelbezeichnung per Messanensem et Trainensem dioceses (in den Diözesen Messina und Troina) erneut vorkommt. Am Ende des 20. Jahrhunderts wurde aus dem alten Bischofssitz das Titularbistum Troyna. In Troina entstand das Basilianerkloster S. Michele.
Im Zweiten Weltkrieg war Troina im Verlauf der Operation Husky Dreh- und Angelpunkt der von den Italienern und Deutschen befestigten „Ätna-Linie“. Die schweren Kämpfe um die Stadt und deren Bombardierung forderten Hunderte von zivilen und militärischen Opfern, konnten jedoch das Vordringen der 7. US-Armee in Richtung auf Messina nicht verhindern. Als mitreisender Kriegsfotograf dokumentierte Robert Capa die Geschehnisse.

## Sehenswürdigkeiten
Die Pfarrkirche hat einen normannischen Turm als Kampanile. Die Kirche wurde im 15. und im 18. Jahrhundert erheblich umgebaut. Die Kirche Annunziata wurde im 16. Jahrhundert erbaut, sehenswert ist auch die Kirche San Silvestro.
Der Palazzo Pretura im historischen Stadtzentrum beherbergt seit 2021 das Robert-Capa-Museum. Die gezeigten Originalfotos dokumentieren das Kriegsgeschehen 1943 auf Sizilien mit Schwerpunkt auf dem Kampf um die Ätna-Linie.
In der Nähe von Troina liegt der Stausee von Ancipa. Der Sperrdeich ist 120 m hoch. Der See hat eine Fläche von 51 km².

## Söhne und Töchter
- Ernesto Maria Fiore (1918–2001), römisch-katholischer Geistlicher, Kurienerzbischof und Dekan der Römischen Rota
- Giovanni Pettinato (1934–2011), Altorientalist